# Ziegfeld Follies of 1915
The Ziegfeld Follies of 1915 è un musical statunitense, che debuttò a Broadway il 21 giugno 1915 al New Amsterdam Theatre con la regia di Julian Mitchell e Leon Errol. Dopo 104 rappresentazioni, lo spettacolo chiuse i battenti il 18 settembre 1915.
Il libretto e le parole erano di Channing Pollock, Rennold Wolf e Gene Buck, la musica di Louis A. Hirsch e David Stamper, sotto la direzione musicale di Frank Darling.
Lo spettacolo in due atti, proponeva una serie di numeri musicali interpretati dai più noti artisti della scena di Broadway.

## Le canzoni

### Atto I
- Under the Sea
- Hold Me in Your Loving Arms
- My Zebra Lady Fair (Zebra Girl) (musica di Dave Stamper)
- I Can't Do Without Girls
- Twenty Years Ago
- The Birth of a Chicken
- My Radium Girl
- Hello Frisco (I Called You Up to Say Hello)
- I'll Bulid a Home in the U.S.A. (We'll Build a Little Home in the U.S.A.) (musica di Charles Elbert, parole di Ward Wesley)

### Atto II
- I'll Be a Santa Claus to You
- If the Girlies Could Be Soldiers (musica di Dave Stamper)
- Marie Odile (parole di Channing Pollock e Rennold Wolf)
- Go to Sleep, My Baby (parole e musica di Irving Berlin)
- A Girl for Each Month in the Year (parole di Channing Pollock e Rennold Wolf)
- I'm Neutral (parole e musica di Bert Williams)
- Indoor Sports (parole e musica di Seymour Furth)
- The Midnight Frolic Glide (musica di Dave Stamper e Will Vodery)

## Il cast
La sera della prima, nel cast figurano i seguenti artisti:
- Helen Barnes
- Lucille Cavanaugh
- Ina Claire
- Peggy Dana
- Ethel Davies
- Emil Dwyer
- Phil Dwyer
- Marcelle Earle
- Leon Errol
- Gladys Feldman
- W. C. Fields
- Dorothy Godfrey
- Bernard Granville
- Flo Hart
- May Hennessy
- Justine Johnstone
- Evelyn Kerner
- Kay Laurell
- Gladys Loftus
- Muriel Martin
- Mae Murray
- Oakland Sisters
- May Paul
- Ann Pennington
- Carl Randall
- Helen Rook
- John Ryan
- Dorothy St. Clair
- Margaret St. Clair
- Melville Stewart
- Olive Thomas
- Miss Touraine
- Lottie Vernon
- Nancy Wallace
- Dottie Wang
- Bunny Wendell
- Rose Werts
- Will West
- George White
- Edith Whitney
- Bert Williams
- Miss Wilson
- Ed Wynn